# Cumeno
Cumeno é o nome comum para o composto orgânico isopropilbenzeno, um hidrocarboneto aromático de fórmula C9H12. É um constituinte do óleo bruto e de combustíveis refinados. É um líquido incolor inflamável cujo ponto de ebulição é de 152 °C. Quase todo o cumeno que é produzido como um componente puro em escala industrial é convertido para peróxido de cumeno, que é um intermediário na síntese de outros compostos químicos industrialmente importantes como o fenol e a acetona.

## Produção
A produção comercial do cumeno se dá através da alquilação catalítica do benzeno, com a adição de propileno. Ácido fosfórico sólido também pode ser usado como um catalisador, como era o caso antes de meados dos anos 90, quando catalisadores baseados em zeólito tornaram esta técnica comercialmente redundante.